# البهائية في جنوب أفريقيا
بدأت البهائية في جنوب أفريقيا بعقد اجتماعات بهائية في البلاد في عام 1911. ظلت هناك مجموعة صغيرة من البهائيين حتى عام 1950 عندما استقرت أعداد كبيرة من رواد البهائية الدوليين في جنوب أفريقيا. في عام 1956، وبعد أن أصبح أعضاء من قبائل مختلفة في جنوب أفريقيا بهائيين، تم انتخاب جمعية بهائية إقليمية شملت جنوب أفريقيا. وفي وقت لاحق، قامت كل دولة من الدول المكونة للاتحاد بتشكيل جمعيتها الروحية الوطنية البهائية المستقلة. ثم في عام 1995، وبعد فترة طويلة من النمو والقمع خلال نظام الفصل العنصري وإعادة توحيد الأوطان مع جنوب أفريقيا، تم تشكيل الجمعية الروحية الوطنية البهائية في جنوب أفريقيا. في عام 2005 قُدِّر عدد البهائيين بنحو 240.100 شخص.

## التاريخ المبكر
يمثل عام 1911 بداية وجود الديانة البهائية في جنوب أفريقيا في منزل أجنيس كوك في سي بوينت، كيب تاون. السيد والسيدة ويليام فرايتاس من مويزنبرج، اللذان التقيا عبد البهاء، نجل مؤسس الديانة البهائية، بهاء الله، في نيويورك، عادا إلى جنوب أفريقيا في عام 1912.

### ألواح عبد البهاء للخطة الإلهية
كتب عبد البهاء سلسلة من الرسائل، أو الألواح، إلى أتباع الدين في الولايات المتحدة في عامي 1916 و1917؛ وقد تم تجميع هذه الرسائل معًا في كتاب ألواح الخطة الإلهية. وقد ذكرت اللوحين الثامنة والثانية عشرة أفريقيا، وكتبتا في 19 أبريل/نيسان 1916 و15 فبراير/شباط 1917 على التوالي. لكن نشر الكتاب تأخر في الولايات المتحدة حتى عام 1919 ـ بعد نهاية الحرب العالمية الأولى ووباء الإنفلونزا الإسبانية. وقد تمت ترجمة هذه الألواح وتقديمها من قبل ميرزا أحمد سهراب في 4 أبريل 1919، ونشرت في مجلة نجم الغرب في 12 ديسمبر 1919. يذكر عبد البهاء سفر البهائيين ". وخاصة من أمريكا إلى أوروبا وأفريقيا وآسيا وأستراليا، ويسافرون عبر اليابان والصين. وبالمثل، يمكن للمعلمين والمؤمنين السفر من ألمانيا إلى قارات أمريكا وأفريقيا واليابان والصين؛ وباختصار، يمكنهم السفر عبر جميع قارات وجزر العالم" و". قد يمنح نشيد وحدة عالم البشرية حياة جديدة لجميع أبناء البشر، ويُنصب مسكن السلام العالمي على قمة أمريكا؛ وهكذا قد تنبض أوروبا وأفريقيا بالحياة بنسمات الروح القدس، وقد يصبح هذا العالم عالمًا آخر، وقد يصل الجسم السياسي إلى نشوة جديدة."
بعد وفاة عبد البهاء بدأ البهائيون بالانتقال إلى جنوب أفريقيا. بحلول عام 1929 كان هناك 6 مجموعات صغيرة من البهائيين، ويرجع ذلك أساسًا إلى الرواد والبهائيين المسافرين، ولا سيما مارثا روت، في كيب الغربية وبالقرب من جوهانسبرج. تأسست أول جمعية بهائية محلية في بريتوريا عام 1925 ولكنها حُلَّت عام 1931، وبحلول عام 1937 تقريبًا لم يتبقَّ من تلك الفترة سوى بهائية واحدة، وهي السيدة أغنيس كاري. كانت كاري عاملة اجتماعية للسجينات اللاتي تم إطلاق سراحهن من سجن بريتوريا، وبسبب تمسكها بالدين تم تكريمها لاحقًا بلقب "أم البهائيين في جنوب أفريقيا" من قبل شوقي أفندي، الذي تم تعيينه زعيمًا للدين بعد وفاة عبد البهاء. قام شوقي أفندي بزيارة جنوب أفريقيا في عامي 1929 و1940. في عام 1949 عاد الرسام ريجينالد تورفي إلى جنوب أفريقيا من إنجلترا كبهائي منذ عام 1936 من خلال ارتباطه بالرسام المعروف مارك توبي وصديقه مدى الحياة برنارد ليتش. ولم يكن تيرفي على علم بوجود بهائيين آخرين في جنوب أفريقيا بما في ذلك أغنيس كاري. ونتيجة لذلك، أمضى تيرفي ثلاثة عشر عامًا معتقدًا أنه البهائي الوحيد في جنوب أفريقيا. ولصبره وإخلاصه وخدماته اللاحقة للبهائيين الأفارقة في سنواته الأخيرة، حصل على لقب "أبو البهائيين في جنوب أفريقيا".

## حملة عشر سنوات
في عام 1953 خطط شوقي أفندي لخطة تعليمية دولية أطلق عليها اسم الحملة العشرية. خلال الخطة استقر 65 رائداً من الولايات المتحدة وكندا وألمانيا ونيوزيلندا وإنجلترا في جنوب أفريقيا. وقد استقر العديد من الرواد بشكل دائم في البلاد؛ حيث استقر ويليام سيرز وعائلته، وهاري ومارجريت فورد، وروبرت ميلر وعائلته في جوهانسبرغ؛ واستقرت روث والأسقف براون، والدا مارجريت فورد وزوج أمها، في ديربان. استقر لوييل وإديث جونسون في كيب تاون بينما استقرت إليانور وليال هادن في بريتوريا.
في عام 1954 في بريتوريا، أصبح كلاس متسويني، وهو من الزولو، أول مواطن أصلي من جنوب أفريقيا يصبح بهائيًا. في السنوات التالية، أصبح أعضاء المجموعات العرقية الأخرى في جنوب أفريقيا بما في ذلك التسوانية، والزوسا، وشعوب السوتو الجنوبية والشمالية، والمجموعة العرقية الملونة، وكيب الملونين، وكيب الملايو، والبيض، والأفريكانيون، بهائيين. في عام 1959، بعد سنوات من المشاركة السياسية في المنظمات المرتبطة بالمؤتمر الوطني الأفريقي في الخمسينيات، أصبحت بيرثا مكيزي بهائية وانسحبت من المشاركات السياسية وبدلاً من ذلك ذهبت إلى كوازولو حيث ساعدت في تأسيس 28 مجتمعًا بهائيًا.
في أبريل 1956 كان الدين البهائي موجودًا بأعداد صغيرة في 15 دولة في جنوب أفريقيا بما في ذلك الجزر قبالة جنوب أفريقيا. ولإدارة هذه المجتمعات البهائية، تم انتخاب هيئة حاكمة إقليمية في جنوب أفريقيا لتغطيتها. بعد وفاة شوقي أفندي وانتخاب بيت العدل الأعظم، قامت جزر المحيط الهندي واتحاد روديسيا ونياسالاند بتشكيل جمعيتها الروحية الوطنية الخاصة بها في عام 1964. ابتداءً من عام 1967، كان عدد البهائيين في المنطقة يتزايد وكان من الضروري تشكيل جمعيات وطنية مستقلة جديدة في تلك البلدان: 1967 - زامبيا ؛ 1970 - بوتسوانا وملاوي وزيمبابوي ؛ 1971 - ليسوتو ؛ 1972 - مدغشقر وموريشيوس وجزيرة ريونيون ؛ 1977 - سوازيلاند ؛ 1981 - ناميبيا ؛ 1985 - موزمبيق ؛ 1991 - أنغولا ؛ وفي عام 1995 أعيد توحيد جنوب أفريقيا والتي شملت بوفوثاتسوانا وسيسكي وترانسكاي.

## الفصل العنصري
يشير فيلم Come Back, Africa لعام 1959 الذي يدور حول نظام الفصل العنصري إلى الدين البهائي كجزء من المناقشة حول الأسس الفلسفية لكيفية استجابة الأفارقة لتحدي نظام الفصل العنصري. يبدأ ذكر الدين بعد مرور حوالي ساعة وعشر دقائق من بداية الفيلم، بعد أداء ميريام ماكيبا. ولم يعرف بعد ما إذا كان سبب ذكر الدين مكتوبا أم مرتجلا، وما إذا كان ذلك باختيار ليونيل روغوسين، صانع الفيلم (الذي ربما واجه الدين في إسرائيل أو الولايات المتحدة) أو الأفارقة أنفسهم بسبب تعرضهم للدين في البلاد.
كسياق آخر للاستجابة لتحديات تلك الفترة، فمن المعروف أن نهضة صوفياتاون كانت مستوحاة من نهضة هارلم. كان دور آلان لوك أساسيًا في تلك النهضة، وكان لوك بهائيًا منخرطًا جدًا في الدفاع عن الأفارقة والأفكار الأفريقية والتفكير الدولي بما يتماشى مع النظرة العالمية للدين.

في مواجهة النمط الاجتماعي المنفصل وقوانين نظام الفصل العنصري في جنوب أفريقيا، كان على السكان البهائيين المتكاملين أن يقرروا كيفية تكوين هياكلهم الإدارية - ما إذا كان المجلس الروحي الوطني سيكون كله من السود أو كله من البيض. قررت الجماعة البهائية أنه بدلاً من تقسيم المجتمع البهائي في جنوب أفريقيا إلى مجموعتين سكانيتين، واحدة سوداء وأخرى بيضاء، فقد قاموا بدلاً من ذلك بتقييد العضوية في الإدارة البهائية على الأتباع السود، ووضعوا المجتمع البهائي بأكمله تحت قيادة سكانه السود. في عام 1997 قدمت الجمعية الروحية الوطنية بيانًا إلى لجنة الحقيقة والمصالحة في جنوب أفريقيا والذي قال جزئيًا:
إن الديانة البهائية تكره كل أشكال التحيز وترفض أي نظام للفصل العنصري، وقد تم تقديمها على أساس فردي، ونمت الطائفة بهدوء خلال سنوات الفصل العنصري، دون دعاية. وعلى الرغم من طبيعة السياسة في ذلك الوقت، فقد قدمنا تعاليمنا حول الوحدة ووحدة البشرية إلى شخصيات بارزة في السياسة والتجارة والأوساط الأكاديمية وقادة الفكر بما في ذلك رؤساء الولايات. [كان] كل من البهائيين الأفراد ومؤسساتنا الإدارية تحت مراقبة مستمرة من قبل شرطة الأمن. ولم تتضمن أنشطتنا معارضة الحكومة السابقة لأن الانخراط في السياسة الحزبية ومعارضة الحكومة محظورة صراحةً بموجب النصوص المقدسة لإيماننا. خلال الفترة التي حظرت فيها الحكومة السابقة التكامل داخل مجتمعاتنا، بدلاً من الانقسام إلى هياكل إدارية منفصلة لكل مجموعة سكانية، اخترنا أن نقتصر عضوية الإدارة البهائية على الأتباع السود الذين كانوا ولا يزالون يشكلون أغلبية عضويتنا وبالتالي وضعنا المجتمع البهائي بأكمله تحت رعاية أعضائه السود. إن السعي لتحقيق أهدافنا في الوحدة والمساواة لم يكن من دون تكاليف. في كثير من الأحيان كان البهائيون "البيض" يتعرضون للنبذ من قبل جيرانهم البيض بسبب ارتباطهم بـ "غير البيض". لقد تعرض البهائيون السود للسخرية من قبل مواطنيهم السود بسبب افتقارهم إلى العمل السياسي واندماجهم الكامل مع إخوانهم البهائيين البيض. كانت الخسارة الأكثر مأساوية لمجتمعنا هي الإعدام الوحشي لأربعة من أتباعنا، في أماكن عبادتنا، ثلاثة في مدانتسان وواحد في أومتاتا.
كان البهائيون الأربعة - ثلاثة بالغين وشاب واحد - الذين قُتلوا هم هوشمند أنوري، والدكتور شاما بخشانديجي، وفينسنت، ورياس رضوي. في المركز الإيماني البهائي، مدانتسان، سيسكي، في 13 مارس 1994.

## المجتمع الحديث
منذ نشأتها، كان للدين دور في التنمية الاجتماعية والاقتصادية بدءًا من منح المزيد من الحرية للنساء، وترويج تعليم الإناث باعتباره أولوية، وقد تم التعبير عن هذه المشاركة عمليًا من خلال إنشاء المدارس والتعاونيات الزراعية والعيادات. ودخل الدين مرحلة جديدة من النشاط عندما صدرت رسالة بيت العدل الأعظم بتاريخ 20 أكتوبر 1983. وحث البهائيين على البحث عن طرق متوافقة مع التعاليم البهائية، والتي يمكنهم من خلالها المشاركة في التنمية الاجتماعية والاقتصادية للمجتمعات التي يعيشون فيها. في عام 1979، كان هناك 129 مشروعًا بهائيًا للتنمية الاجتماعية والاقتصادية معترفًا بها رسميًا في جميع أنحاء العالم. وبحلول عام 1987، ارتفع عدد مشاريع التنمية المعترف بها رسميا إلى 1482 مشروعا. بعد انتهاء نظام الفصل العنصري، شاركت الجماعة البهائية في جنوب أفريقيا أيضًا في مجموعة متنوعة من المشاريع في جميع أنحاء البلاد. عقد برلمان أديان العالم دورته عام 1999 في جنوب أفريقيا، وساعد البهائيون في تنظيمه وتشغيله؛ والدكتور ماركس، الرئيس المشارك من جنوب أفريقيا، بهائي. في عام 2001، أصدرت الجماعة البهائية الدولية بيانين بشأن القضايا في جنوب أفريقيا. الأول، المتعلق بفيروس نقص المناعة البشرية/الإيدز وقضايا المساواة بين الجنسين في جنوب أفريقيا، سلط الضوء على "المفاهيم الخاطئة حول الرغبات الجنسية الشرهة لدى الرجال" و"كيف تتضافر التفاوتات الاجتماعية المقبولة ثقافيًا مع الضعف الاقتصادي لترك النساء والفتيات بلا سلطة تُذكر لرفض العلاقات الجنسية غير المرغوب فيها أو غير الآمنة. ومع ذلك، فبمجرد الإصابة بفيروس نقص المناعة البشرية/الإيدز، غالبًا ما تُوصم النساء بأنهن مصدر المرض ويُضطهدن، وأحيانًا بعنف". أما البيان الثاني، فكان حول قضية العنصرية. كما شارك البهائيون في متابعة مؤتمر ريو بشأن البيئة عام 1992 - قمة الأرض 2002 التي عقدت في جنوب أفريقيا في عام 2002. وشارك في القمة نحو 30 ممثلاً لست منظمات بهائية ومنظمات مستوحاة من البهائية، بما في ذلك بيان بعنوان "الدين والتنمية عند مفترق الطرق: التقارب أم التباعد؟". وقد تم اعتماد وفود من المجتمع البهائي الدولي، فضلاً عن المجتمعات البهائية الرسمية في جنوب أفريقيا والبرازيل وكندا، لحضور القمة، فضلاً عن العديد من جلسات لجان الأمم المتحدة المعنية بالتنمية المستدامة. خلال القمة تم عرض تجربة المجتمع البهائي في جنوب أفريقيا في التعامل مع العنصرية والتعليم وعدم المساواة بين الجنسين.
في عام 2004، قام البهائي مارك بامفورد وزوجته وكاتبة السيناريو والمنتجة سوزان كاي وطفليهما، الذين انتقلوا من الولايات المتحدة للعيش في كيب تاون بجنوب أفريقيا، بصنع فيلم رأس الرجاء الصالح. في عام 2007، أنهى اثنان من صناع الأفلام المحترفين فيلمًا وثائقيًا مدته ساعة عن ثلاثة بهائيين وكيف يمارسون إيمانهم، ويتم بث الفيلم على شاشات التلفزيون في جنوب أفريقيا والدول المجاورة. تم إنتاج فيلم "الإيمان البهائي: الطريق إلى الأمام" من قبل رايان وليلى حيدريان بناءً على طلب هيئة الإذاعة والتلفزيون في جنوب أفريقيا، التي حصلت على حقوق الفيلم الوثائقي لمدة عامين.
بالإضافة إلى مجموعة متنوعة من الأحداث الفردية، شارك البهائيون في عدد من الأحداث السنوية. لقد قام مشروع الخدمة الشبابية والفنون الدائم "ما وراء الكلمات" بجولة في المجتمعات البهائية في جنوب إفريقيا منذ عام 2000. عقدت جمعية الدراسات البهائية في جنوب أفريقيا مؤتمرها السنوي السابع في عام 2006 في بلومفونتين، جنوب أفريقيا، وتضمن المؤتمر محاضرات ألقاها جون جرايزيل، رئيس قسم الدراسات البهائية في جامعة ماريلاند، والمستشار القاري إينوس ماكيلي.

### اليوبيل
في عام 2003 احتفلت الجماعة البهائية في جنوب أفريقيا باليوبيل الذهبي (الذكرى السنوية الخمسين للمجتمع) في فوكينج، وتبع ذلك احتفالات أخرى في ثماني مدن: بلومفونتين، وكيب تاون، وديربان، وبريتوريا، وجوهانسبرغ، وسابي، وأومتاتا، ومافيكينج. وتضمن اليوبيل الذهبي للجمعية الروحية الوطنية إحياءً لهذه الذكرى في عام 2006 من قبل ثابو مبيكي نيابة عن حكومة وشعب جنوب أفريقيا لتقديم التهاني وأطيب التمنيات للجمعية الروحية الوطنية للبهائيين في جنوب أفريقيا.

### المؤتمر الإقليمي لجنوب أفريقيا
وقد دعا بيت العدل الأعظم إلى عقد مؤتمرات إقليمية في 20 أكتوبر/تشرين الأول 2008 للاحتفال بالإنجازات الأخيرة في بناء المجتمعات الشعبية والتخطيط للخطوات التالية في التنظيم في مناطقهم الأصلية. وبعد أسبوعين فقط انعقد مؤتمران توأمان، أحدهما في جنوب أفريقيا والآخر في كينيا. وقد استضافت الجمعية الروحية الوطنية للبهائيين في جنوب أفريقيا مؤتمراً إقليمياً في جوهانسبرغ في نوفمبر/تشرين الثاني 2008، وجذب المؤتمر أكثر من 1000 بهائي من أنغولا وبوتسوانا ولا ريونيون وليسوتو ومدغشقر وموريشيوس وموزمبيق وناميبيا وسيشل وجنوب أفريقيا وسوازيلاند.

## التركيبة السكانية
تتراوح تقديرات عدد البهائيين في جنوب أفريقيا من حوالي 201000 إلى حوالي 240100 من أتباعها حسب الموسوعة المسيحية العالمية.

## روابط خارجية
- الموقع الرسمي للبهائيين في جنوب أفريقيا
- الصفحة الرسمية للجمعية الروحية الوطنية للبهائيين في جنوب أفريقيا والتي تديرها الجماعة البهائية الدولية
- نادي البهائيين في جامعة فيتووترزراند.
- جمعية الدراسات البهائية في جنوب أفريقيا
- مقدمة عن الدين البهائي باللغة الأفريكانية.
- شباب البهائيين في جنوب أفريقيا